# Сєверне (Кетовський район)
Сє́верне (рос. Северное) — присілок у складі Кетовського району Курганської області, Росія. Входить до складу Каширінської сільської ради.
Населення — 25 осіб (2010, 26 у 2002).